# Senyalització lipídica
La senyalització lipídica en sentit ampli és qualsevol senyal biològic que inclou la participació d'un lípid missatger que s'uneix a una proteïna diana, per exemple un receptor (cinasa o fosfatasa) que, a la vegada, intervé en els efectes d'aquests lípids i en les respostes cel·lulars específiques. Es creu que la senyalització lipídica és qualitativament diferent d'altres paradigmes clàssics de senyalització (com la neurotransmissió de monoamina), ja que el lípids poden difondre's lliurement a través de les membranes (vegeu osmosi). Una conseqüència d'això és que els lípids missatgers no poden ésser emmagatzemats a les vesícules abans del seu alliberament i, també, que són sovint biosintetitzats “a petició” en el seu lloc destinat d'acció. Alguns lípids de senyalització molecular no poden circular lliurement en solució sinó, més aviat, es troben units a proteïnes transportadores especials en el sèrum.

## Esfingolípids segons missatgers

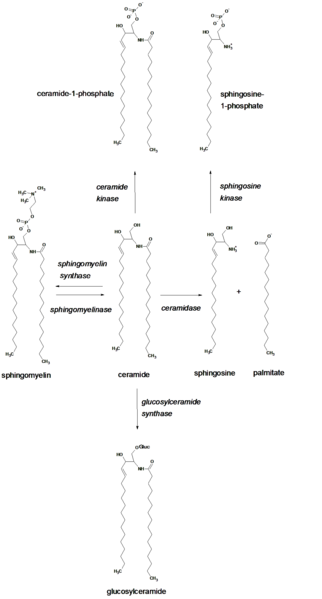
Esfingolípids segons missatgers. La ceramida és al centre del metabolisme, portant a la formació d'altres esfingolípids.

### Ceramida
La ceramida (CER) pot ésser generada per la descomposició d'esfingomielina (SM) per esfingomielinasa (SMases), que són enzims que hidrolitzen el grup fosfocolina de la columna vertebral d'esfingosina. D'altra banda, aquest lípid derivat d'esfingosina (esfingolípids) es pot sintetitzar de nou (de novo) per enzims transferasa de serina palmitoil (SPT) i la sintetasa de ceramida en orgànuls com el reticle endoplasmàtic (RE) i, possiblement, en les membranes dels mitocondris associats (MAMS) i en les membranes perinuclears. En estar situada en el centre metabòlic, la ceramida condueix a la formació d'altres esfingolípids, amb l'hidroxil C1 (-OH), grup que es troba en el lloc principal de modificació. El sucre es pot connectar a la ceramida (glucosilació) a través de l'acció dels enzims, ceramida sintasa de glucosil o galactosil. La ceramida també pot ésser destruïda pels enzims anomenats ceramidasas, el que porta a la formació de l'esfingosina D'altra banda, un grup fosfat es pot connectar a la ceramida (fosforilació) amb l'enzim ceramida-cinasa. També, és possible regenerar esfingomielina a partir de la ceramida acceptant un grup polar de la fosfocolina a partir de la fosfatidilcolina (PC), per l'acció d'un enzim anomenat esfingomielina sintasa. L'últim procés acaba amb la formació de diacilglicerol (DAG) de PC.

La ceramida conté dues cadenes hidròfobes (“por a l'aigua”) i un grup polar (headgroup) neutre. Conseqüentment, té una solubilitat limitada en aigua i està limitada en l'orgànul en el que es va formar. També, tal com es demostra en els estudis dels models de membrana i de les membranes dels glòbuls vermells (eritròcits), per la seva naturalesa hidròfoba, la ceramida realitza moviments de flip-flop a través de les membranes. Tot i això, la ceramida pot interaccionar amb altres lípids per formar grans regions denominades microdominis, les quals restringeixen la capacitat de flip-flop. Això podria tenir grans efectes en la funció de senyalització de la ceramida perquè es coneix que la ceramida generada pels enzims àcids SMasa en la membrana exterior d'un orgànul pot tenir diferents rols comparada amb la que és formada en la part interior per l'acció d'enzims SMasa neutrals.

La ceramida intervé en moltes respostes d'estrès cel·lular, incloent la regulació de la mort cel·lular programada (apoptosi) i l'envelliment cel·lular (senescència). Nombrosos treballs de recerca han centrat l'interès en la definició de les proteïnes diana en les que actua directament la ceramida. Aquestes inclouen enzims anomenats ceramida activats per Ser-Thr fosfatases (Capps), com ara la proteïna fosfatasa 1 i 2A (PP1 i PP2A), que s'ha trobat que interaccionen amb la ceramida en els estudis realitzats en un ambient controlat fora d'un organisme viu (in vitro). Per altra banda, els estudis de la cèl·lula han demostrat que els agents inductors de la ceramida, tals com la necrosi tumoral factor alfa (TNF α) i el palmitat, indueixen la dependència de la ceramida a l'eliminació del grup fosfat (desfosforilació) del gen retinoblastoma producte RB i dels enzims, proteïnes quinases B (AKT família de proteïnes) i C α (PKB i PKC α). D'altra banda, també hi ha proves suficients que impliquen la ceramida en l'activació de la cinasa supressora de Ras (KSR), PKCζ, i la catepsina D. Curiosament, s'ha proposat la catepsina D com la diana principal de la ceramida. Està formada en els orgànuls anomenats lisosomes, fent de l'enzim lisosomal àcid SMas un dels components clau implicats en la via mitocondrial d'apoptosi. La ceramida es va descobrir també com una activadora de la PKCζ, implicada en la inhibició de AKT, que regula la diferència de voltatge entre l'interior i l'exterior de la cèl·lula (potencial de membrana) i les funcions de senyalització que afavoreixen l'apoptosi. Els fàrmacs quimioterapèutics, com ara la daunorubicina i l'etopòsid augmenten la síntesi de novo de la ceramida, com s'ha ovservat en els estudis realitzats en cèl·lules de mamífers. En els mateixos resultats, s'han trobat certs inductors d'apoptosi en particular, estimuladors dels receptors en una classe de limfòcits (un tipus de glòbul blanc) anomenats cèl·lules B. La regulació de la síntesi de novo de la ceramida mitjançant el palmitat pot tenir un paper clau en la diabetis i les síndromes metabòliques Experimentalment, s'ha descobert que hi ha un creixement substancial dels nivells de ceramida amb l'addició de palmitat. L'acumulació de ceramida activa la PP2A i la posterior desfosforilació i inactivació de la AKT, mediador crucial en el control metabòlic de la senyalització de la insulina. Això es tradueix en una disminució substancial en resposta a la insulina (és a dir, a la glucosa) i en la mort de les cèl·lules productores d'insulina del pàncrees anomenades illots de Langerhans. La inhibició de la síntesi de la ceramida en ratolins a través de tractaments amb fàrmacs o tècniques d'anihilació gènica impedeix la resistència de la insulina induïda per àcids grassos, glucocorticoides o l'obesitat.

S'ha pogut observar un augment de l'activitat in vitro de l'àcid SMas després de l'aplicació de múltiples estímuls d'estrès com la radiació ultraviolada (UV) i la radiació ionitzant, la unió de receptors mortals i dels agents quimioterapèutics, com ara el platí, dels inhibidors d'histona desacetilasa i paclitaxel. En alguns estudis, l'activació de SMas resulta del seu transport a la membrana plasmàtica i la constitució simultània de la ceramida. 

La proteïna de transferència de ceramida (CERT) transporta ceramida des del RE fins a l'aparell de Golgi per a la síntesi de SM. La CERT és coneguda per la unió de fosfats fosfatidilnositol (fet que dona a entendre la seva possible regulació per fosforilació), un pas del metabolisme de la ceramida, que pot ser regulada per les proteïnes enzimàtiques quinases i fosfatases, i per les vies de metabolisme dels lípids d'inositol. Fins ara, hi ha almenys 26 enzims diferents amb variades localitzacions subcel·lulars, que actuen sobre la ceramida, ja sigui com a substrat o producte. La regulació dels nivells de ceramida, per tant, pot ser realitzada per un d'aquests enzims a través de mecanismes concrets en diferents orgànuls i en diverses ocasions.

### Esfingosina
L'esfingosina (Sph) és formada per l'acció de la ceramidasa (CDase), els enzims de la ceramida que hi ha en els lisosomes. La Sph també pot ser formada en la part extracel·lular de la membrana plasmàtica per l'acció de l'enzim neutral CDase. La Sph, després és reciclada de nou tornant a la ceramida o és fosforilada per un dels enzims esfingosina-cinasa, SK1 i SK2. El producte esfingosina-1-fosfat (S1P) pot ser desfosforilat en el RE per regenerar l'esfingosina per certs enzims fosfatasa S1P de les cèl·lules, on la Sph rescatada es recicla en ceramida. L'esfingosina és un lípid de cadena senzilla (en general té 18 carbonis de longitud), el que fa que tingui prou solubilitat en aigua. Això explica la seva capacitat per moure's entre les membranes i el seu moviment flip-flop a través d'elles. Les estimacions realitzades a pH fisiològics mostren que aproximadament el 70% de l'esfingosina roman a les membranes, mentre que el 30% restant és soluble en aigua. La sph que es forma té prou solubilitat en el líquid que es troba dins de les cèl·lules (citosol). Per tant, la Sph pot sortir del lisosoma i passar al RE sense la necessitat de transport a través de proteïnes de membrana o sacs tancats anomenats vesícules. No obstant això, la seva càrrega positiva afavoreix la partició en els lisosomes. Es proposa que el paper de SK1, localitzat a prop o dins dels lisosomes, és parar-li una 'trampa' a la Sph a través de la fosforilació.

És important assenyalar que, ja que l'esfingosina exerceix activitat surfactant, és un dels esfingolípids que es troba a nivells cel·lulars més baixos. Els baixos nivells de Sph i el seu augment davant la resposta a l'estimulació de les cèl·lules, principalment per l'activació de la ceramidasa per la inducció al creixement de les proteïnes com el factor de creixement derivat de plaquetes i el factor de creixement similar a la insulina, és coherent amb la seva funció com a segon missatger. Es va trobar que la hidròlisi immediata de només 3-10% de ceramida recentment generada pot duplicar els nivells de Sph. El tractament de les cèl·lules HL60 (un tipus de cèl·lules pròpies de la leucèmia) d'un compost orgànic d'origen vegetal anomenat èster de forbol fa incrementar tres vegades els nivells de Sph, mitjançant el qual les cèl·lules es van diferenciar en cèl·lules blanques de la sang anomenades macròfags. El tractament de les mateixes cèl·lules a través de Sph exògenes causa apoptosi. Una proteïna-cinasa específica fosforila 14-3-3, també coneguda com a proteïna-cinasa dependent de l'esfingosina-1 (SDK1), només amb la presència de Sph.

La Sph també és coneguda per la interacció amb les proteïnes diana com l'homòleg de la proteïna-cinasa H (PKH) i la proteïna-cinasa del llevat (YPK). Aquestes dianes intervenen en els efectes de la Sph i de les seves bases d'esfingoide, amb papers coneguts en la regulació del citoesquelet d'actina, l'endocitosi, el cicle cel·lular i l'apoptosi. És important assenyalar, això no obstant, que la funció del segon missatger de la Sph no es va establir de forma inequívoca

### Esfingosina-1-Fosfat
Esfingosina-1-fosfat (S1P), com la Sph, està composta per una cadena hidrofòbica simple i té suficient solubilitat per moure's entre membranes. L'S1P està formada mitjançant la fosforilació de l'esfingosina per l'esfingosina-cinasa (SK). El grup fosfat del producte pot ser separat (desfosforilat) per regenerar esfingosina a través dels enzims S1P fosfatasa. L'S1P també pot ser desglossada per l'enzim S19 liasa en etanolamina fosfat i hexadecenal. De manera semblant al Sph, la seva funció de segon missatger no està encara clara. Tot i així, hi ha evidències significatives que relacionen l'S1P amb la supervivència cel·lular, la migració cel·lular i la inflamació. Algunes proteïnes inductores del creixement (com el factor de creixement derivat de plaquetes (PDGF), el factor de creixement semblant a la insulina (IGF) o el factor de creixement de l'endoteli vascular (VEGF)) promouen la formació d'esfingosina quinases, arribant a elevar els nivells de S1P. Altres factors que indueixen les esfingosina quinases són molècules de comunicació cel·lular anomenades citocines, com el factor de necrosi tumoral (TNFα) i la interleucina-1 (IL-1A), hipòxia o falta d'oxigen subministrat a la cèl·lula, lipoproteïnes de baixa densitat oxidades (oxLDL) i diversos complexos immunològics.

L'S1P probablement és format a la cara interna de la membrana plasmàtica en resposta al TNFα i altres compostos receptors alteradors de l'activitat anomenats agonistes. L'S1P, present en baixes concentracions nanomolars a la cèl·lula, ha d'interaccionar amb receptors d'alta afinitat que són capaços de detectar els seus baixos nivells. Fins al moment, els únics receptors identificats per l'S1P són els receptors acoblats a proteïnes G d'alta afinitat (GPCRs), també coneguts com a receptors S1P (S1PRs). L'S1P és requerit per arribar a la cara extracel·lular de la membrana plasmàtica i allà interaccionar amb els S1PRs i emprendre els típics camins de senyalització de GPCR. Això no obstant, el zwitterió del S1P fa que aquest no pugui fer un moviment de flip-flop espontàniament. Per superar aquesta dificultat, el transportador ABC tipus C1 (ABCC1) funciona com la porta de sortida per l'S1P. Per altra banda, el regulador de la conductància transmembrana de la fibrosi quística (CFTR) serveix com el mitjà d'entrada per l'S1P a la cèl·lula. En contrast amb la seva baixa concentració intracel·lular, l'S1P es troba en altes concentracions nanomolars al sèrum on és lligat a l'albúmina i les lipoproteïnes. Dintre de la cèl·lula, l'S1P pot induir l'alliberament de calci independent del S1PRs, el mecanisme del qual continua essent desconegut. Fins al moment, les dianes moleculars intracel·lulars per l'S1P continuen sense identificar.

La relació del SK1-S1P ha estat estudiada exhaustivament amb relació a l'acció de la citocina, amb múltiples funcions connectades a efectes del TNFα i IL-1 afavorint la inflamació. Els estudis mostren que l'anul·lació d'enzims claus com l'S1P liasa i l'S1P fosfatasa augmenten els nivells de producció de prostaglandina paral·lelament a l'augment en els nivells de S1P. Això suggereix que l'S1P és el mediador de l'acció del SK1 i no components posteriors. La recerca que s'ha fet en cèl·lules de l'endoteli i el múscul llis és consistent amb la hipòtesi que l'S1P té un paper crucial regulant el creixement i el moviment de l'endoteli. El treball més recent en l'anàleg de l'esfingosina, FTY270, demostra la seva habilitat en actuar com un potent component que altera l'activitat dels receptors de S1P (agonista). Es va demostrar en estudis clínics que el FTY270 guardava relació amb la modulació immune, com per exemple en l'esclerosi múltiple. Això posa en relleu la importància de l'S1P en la regulació de les funcions dels limfòcits i la immunitat. La majoria d'estudis sobre l'S1P busquen arribar més lluny en la coneixença de la funció immunològica, el procés inflamatori i malalties com el càncer, l'artritis, la diabetis i els trastorns neurodegeneratius.

### Glucosilceramida
Les glucosilceramides (GluCer) són els glicoesfingolipids més abundants a les cèl·lules, on serveixen de precursors per a la formació d'aproximadament 200 glicoesfingolípids coneguts. Les GluCer es formen per la glicosilació de la ceramida en un orgànul anomenat Golgi a través dels enzims glucosilceramida sintasa (GCS) o per l'anihiliació del complex glicoesfingolipids (GSLs) a través de l'acció d'enzims hidrolítics específics. Al seu torn, certs β-glucosidases hidrolitzen aquests lípids per regenerar ceramida. GluCer sembla sintetitzat a la cara interna del Golgi. Els estudis han demostrat que les GluCer han de fer un moviment de flip-flop cap a l'interior del Golgi o transferir al costat de la síntesi de GSL per iniciar la síntesi del complex GSLs. La transferència al costat de síntesi de GSL es fa amb l'ajuda d'una proteïna transportadora coneguda com a proteïna adaptadora quatre fosfat 2 (FAPP2) mentre el moviment de flip-flop a l'interior del Golgi és possible pel transportador ABC P-glicoproteïna, també conegut com el transportador multi-droga resistent 1 (MDR1). Les GluCer estan implicades en el transport post-Golgi i la resistència a les drogues, particularment als agents quimioterapèutics. Un estudi va demostrar una correlació entre la resistència cel·lular a drogues i les modificacions en el metabolisme de les GluCer.

A més del seu paper com a part de la construcció de la membrana biològica, els glicoesfingolipids mereixen ser estudiats per la seva suposada relació amb el creixement i la diferenciació cel·lular i la formació de tumors. Es va descobrir que la producció de GluCer és important en el creixement de neurones o cèl·lules del cervell. Per altra banda, la inhibició farmacològica de la GluCer sintasa està sent considerada com a tècnica per anul·lar la resistència a la insulina.

### Ceramida-1-Fosfat
La ceramida-1-fosfat està formada per l'acció de l'enzim ceramida-cinasa (CK) en la ceramida. La C1P porta una càrrega iònica a un pH neutre i conté dues cadenes hidrofòbiques, fet que fa el component relativament insoluble en un medi aquós. D'aquesta manera, la C1P es troba en un orgànul on va ser formada i és incapaç de fer un moviment de flip-flop espontani a través de la membrana.

La C1P activa la fosfolipasa A2 i es troba, junt amb la CK, com a mediador de l'àcid araquidònic alliberat a les cèl·lules en resposta a una proteïna anomenada interleucina-1β (IL-1β) i una molècula soluble en lípids que transporta ions de calci (Ca2+) a través de la bicapa, també coneguda com a ionòfor. La C1P també va ser estudiada abans com a factor d'estímul per a la divisió cel·lular (mitosi) als fibroblasts, aturar l'apoptosi a través de la inhibició d'àcid SMasa als leucòcits dintre dels teixits (macròfags) i augmentar la concentració intracel·lular de calci lliure a les cèl·lules tiroïdals. La C1P també té funcions en el tràfic vesicular, la supervivència cel·lular, la fagocitosis i la desgranulació de macròfags.

## Segons missatgers del fosfatidilinositol

### Sistema de segon missatger del fosfatidilinositol bifosfat (PIP2)

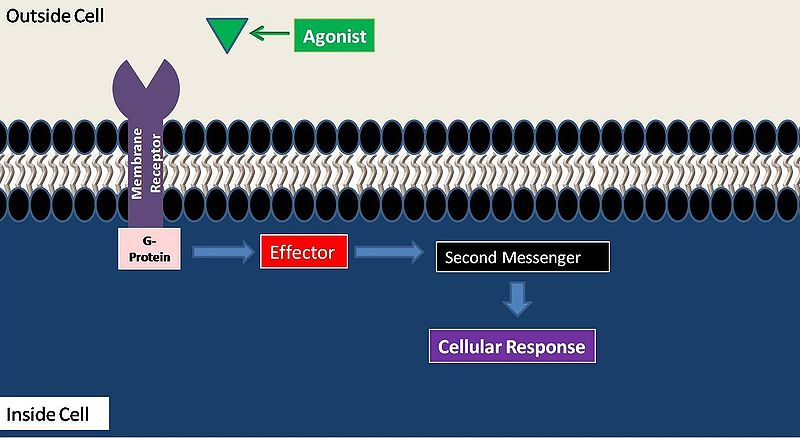
Dibuix del sistema de segon missatger. Figura adaptada del Barbraham Institute Mike Berridge. http://www.babraham.ac.uk/emeritus/berridge.html

Un sistema de segon missatger pot ser desglossat en quatre parts. Primer, l'agonista activa el receptor lligat a la membrana. Segon, la G-proteïna activada produeix un efector primari. Tercer, l'efecte primari estimula la síntesi del segon missatger. Quart, el segon missatger activa un procés cel·lular concret.

El receptor acoblat a proteïnes G pel sistema missatger del PIP2 produeix dos efectors, la fosfolipasa C (PLC) i el fosfoinositol 3-cinasa (PI3K). La PLC, com a efector, produeix uns altres dos segons missatgers: inositol trifosfat (IP3) i diacilglicerol (DAG). 

L'IP3 és soluble i es difon lliurement al citoplasma. Com a segon missatger, és reconegut pel receptor d'inositol trifosfat (IP3R), un canal de Ca2+ a la membrana del reticle endoplasmàtic (RE), que funciona com a reserva del Ca2+. La unió del IP3 al IP3R allibera Ca2+ des del RE cap al citoplasma amb baixa concentració de Ca2+, des d'on aleshores es provoquen diverses senyalitzacions de Ca2+. Especialment en els vasos sanguinis, l'augment de la concentració de Ca2+ pel IP allibera òxid nítric, que aleshores és difós a les teixit muscular llis i causa constricció.

El DAG es manté lligat a la membrana a través de les seves cues d'àcid gras, des d'on recluta i activa membres de la família de la proteïna-cinasa C. Així doncs, tant l'IP3 com el DAG contribueixen a l'activació de PKCs.

El fosfoinositol 3-cinasa (PI3K), com a efector, fosforila el fosfatidilinositol bifosfat (PIP2) per produir fosfatidilinositol (3,4,5)-trifosfat (PIP3). El PIP3 activa la proteïna-cinasa B, augmenta les unions de proteïnes extracel·lulars i per acabar millora la supervivència cel·lular.

## Activadors dels receptors acoblats a proteïnes G

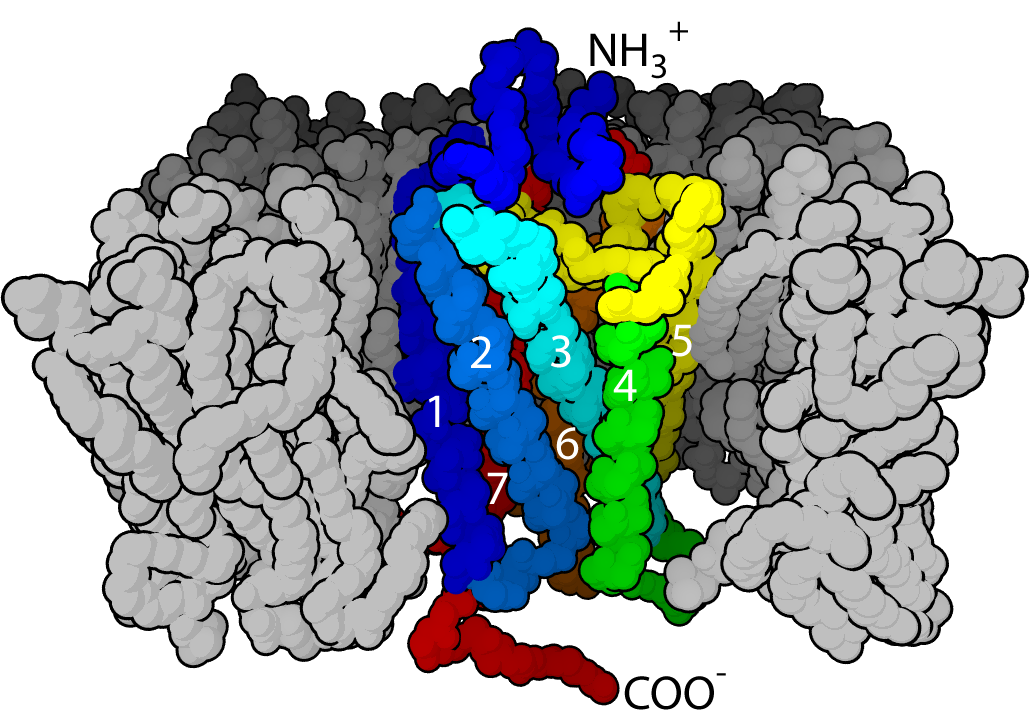
Estructura d'un receptor acoblat a proteïna G

### Àcid lisofosfatídic (LPA)
El LPA és el resultat de l'acció de la fosfolipasa A2 sobre l'àcid fosfatídic. La posició SN-1 pot contenir tant un enllaç ester com un enllaç èter, trobant-se aquest en elevades concentracions en alguns càncers concrets. El LPA és lligat als receptors acoblats a proteïnes G d'alta afinitat LPA1, LPA2 i LPA3 (també coneguts com a EDG2, EDG4 i EDG7, respectivament).

### Esfingosina-1-fosfat (S1P)
L'S1P està present a altes concentracions al plasma i es localitza a molt elevades concentracions a les zones d'inflamació. Està formada per la fosforilació regulada de l'esfingosina. Actua a través de cinc receptors d'alta afinitat acoblats a proteïnes G, S1P1-S1P5. És interessant veure que l'eliminació específica de l'S1P1 resulta letal en ratolins i l'eliminació de l'S1P2 resulta atacs i sordesa. A més, augmentant entre 3 i 5 vegades la concentració de S1P s'indueix la mort cardíaca sobtada a través d'un mecanisme del receptor específic S1P3.

### Factor activador de plaquetes (PAF)
El PAF és un activador potent de l'agregació de plaquetes, inflamació i anafilaxis. És similar a la membrana ubiqua de fosfatidilcolina excepte que conté un grup acetil a la posició SN-2 i una unió èter a la posició SN-1. El PAF senyalitza a través d'un receptor acoblat a proteïna G, el PAFR, i és inactivat pel PAF acetilhidrolasa.

### Endocannabinoides
Els cannabinoides endògens, o endocannabinoides, són lípids endògens que activen els receptors cannabinoides. El primer d'aquests lípids a ser aïllat va ser l'anandamida, que és l'amida araquidònica de l'etanolamina. L'anandamida està formada a través de l'alliberament enzimàtic del N-araquidonoil fosfatidiletanolamina a través d'enzims que encara no han estat concretats. Activa tant el receptor CB1 (que es troba principalment a sistema nerviós central) com el receptor CB2 (que es troba principalment als limfòcits i la perifèria). Es troba a baixos nivells (nM) a la majoria de teixits i és inactivat per la hidrolasa de l'àcid gras amida. Posteriorment, un altre endocannabinoid va ser aïllat, el 2-araquidonoilglicerol (2-AG), que és produït quan la fosfolipasa C allibera diacilglicerol que aleshores és convertit en 2-AG a través de la diacilglicerol lipasa. El 2-AG pot també activar els receptors cannabinoides i és inactivat per la monoacilglicerol lipasa. En la majoria de teixits, està present aproximadament en 100 vegades la concentració d'anandamida.

Elevats nivells d'aquests lípids causa analgèsia i anti-inflamació però els papers concrets d'aquests dos endocannabinoids encara estan per determinar, raó per la qual s'estan portant a terme investigacions intensives sobre la seva funció, metabolisme i regulació.

### Prostaglandines
Les prostaglandines estan formades per l'oxidació de l'àcid araquidònic a través de ciclooxigenases i altres prostaglandina sintases. Actualment hi ha coneguts nou receptors acoblats a proteïnes G (receptors icosanoides) que intervenen en bona part en la fisiologia de la prostaglandina, tot i que algunes activen receptors nuclears (vegeu a baix).

### Derivats de retinol
El retinaldehil és un derivat del retinol (vitamina A) responsable de la visió. Uneix rodopsina, una GPCR ben caracteritzada que uneix totes les cis-retinal en la seva forma inactiva. Amb la fotoisomerització per un fotó el cis-retinal és convertit en trans-retinal causant l'activació de la rodopsina, que finalment porta a la despolarització de la neurona permetent d'aquesta manera la percepció visual.

## Activadors de receptors nuclears

### Hormones esteroides
Aquesta gran i diversa classe d'esteroides està biosintetitzada a partir de terpens i estructuralment s'assembla al colesterol. Les hormones esteroides dels mamífers poden ser agrupades en cinc grups en funció del receptor al qual són lligats: glucocorticoides, mineralcorticoides, andrògens, estrògens i progestàgens.

### Àcid retinoic
El retinol (vitamina A) pot ser metabolitzat a àcid retinoic, que activa els receptors nuclears com el RAR per controlar la diferenciació i proliferació de molts tipus de cèl·lules durant el desenvolupament.

### Prostaglandines
La majoria de prostaglandines senyalitzadores funcionen per GPCRs (vegeu a dalt) tot i que hi ha algunes concretes que activen receptors nuclears a la família dels PPAR.